# Schronisko w Zielonych Skałkach Górne
Schronisko w Zielonych Skałkach Górne – jaskinia w polskich Pieninach. Wejście do niej znajduje się w Pieninach Spiskich, w Zielonych Skałkach, powyżej Schroniska w Zielonych Skałkach, na wysokości 610 m n.p.m.n. Długość jaskini wynosi 6 metrów, a jej deniwelacja 2 metry. Znajduje się na obszarze Pienińskiego Parku Narodowego, poza szlakami turystycznymi.

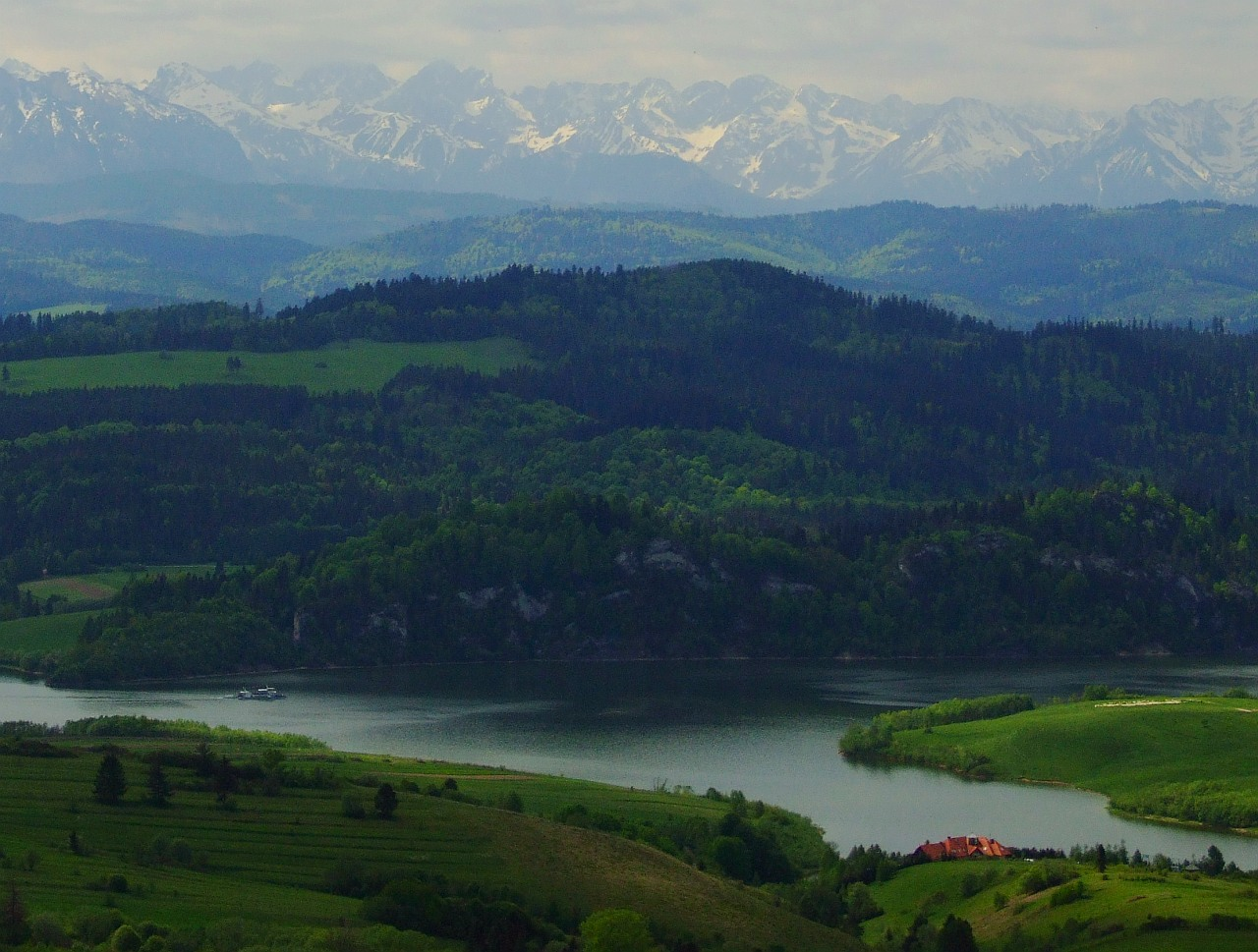
Widok na Zielone Skałki nad Zbiornikiem Czorsztyńskim

## Opis jaskini
Jaskinię stanowi idący stromo w górę, ciasny korytarz, zaczynający się w niewielkim otworze wejściowym, a kończący namuliskiem.

## Przyroda
W jaskini można spotkać mleko wapienne i nacieki grzybkowe. Ściany są suche, w pobliżu otworu rosną na nich porosty, glony i paprocie.

## Historia odkryć
Jaskinia była znana od dawna. Jej plan i opis sporządzili A. Amirowicz i J. Baryła w 1996 roku.